# Джаяварман Парамешвара
Джаяварман Парамешвара (кхмер. ជយវម៌្មទី១០) або Джаяварман IX — останній імператор Кхмерської імперії.

## Правління
Джаяварман під час свого правління відрядив два посольства — одне до Китаю, інше — до В'єтнаму. Останній напис, що стосується його правління, датований 1327 роком (рік коронації).